# Schloss Solitude

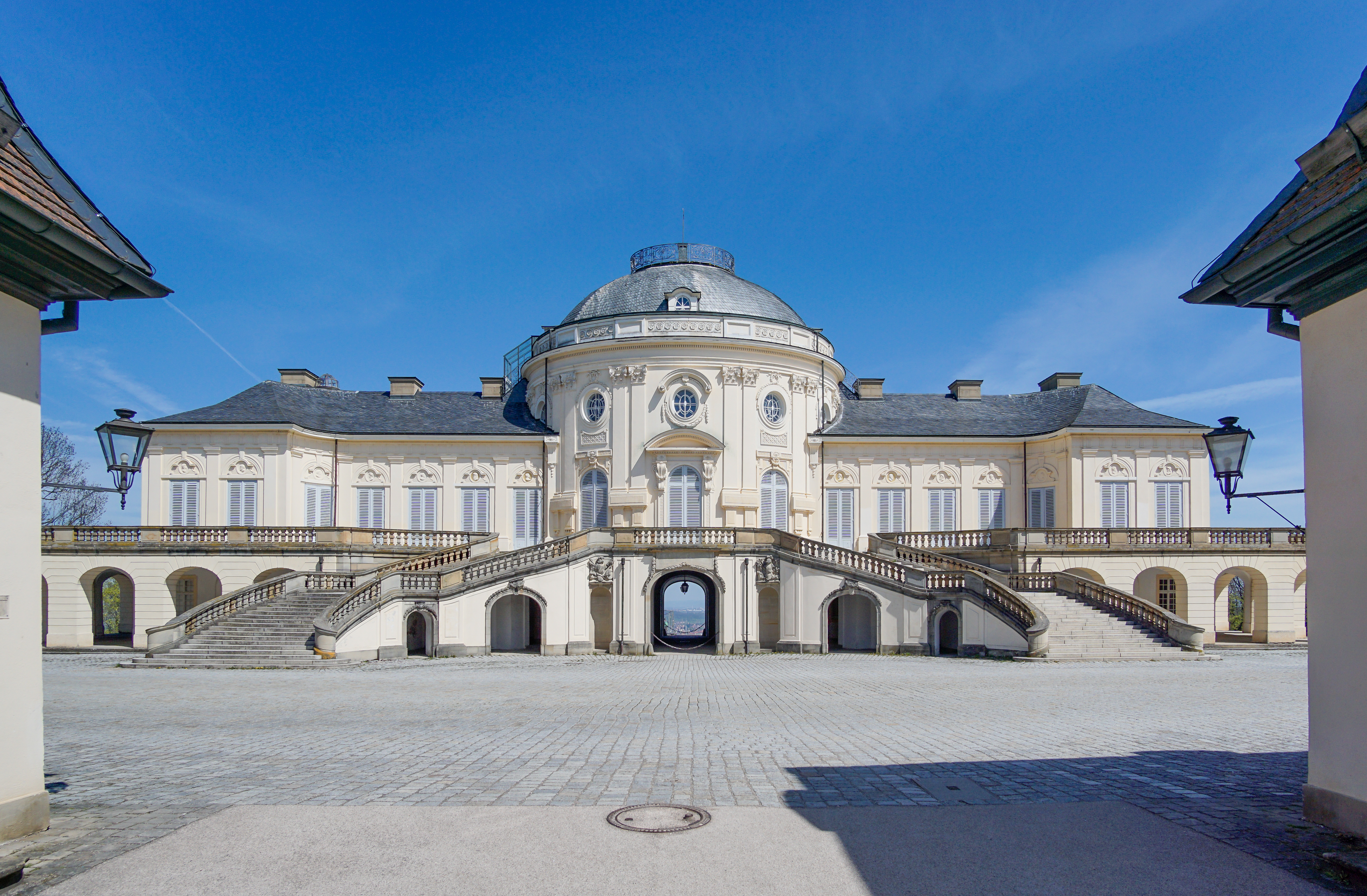
Schloss Solitude

Das Schloss Solitude (von französisch solitude ‚Abgeschiedenheit, Einsamkeit‘) ist ein Baudenkmal im Westen von Stuttgart. Durch eine Allee ist das ehemalige Lustschloss der württembergischen Herzöge und Könige mit dem ehemaligen Residenzschloss Ludwigsburg verbunden.

## Baugeschichte

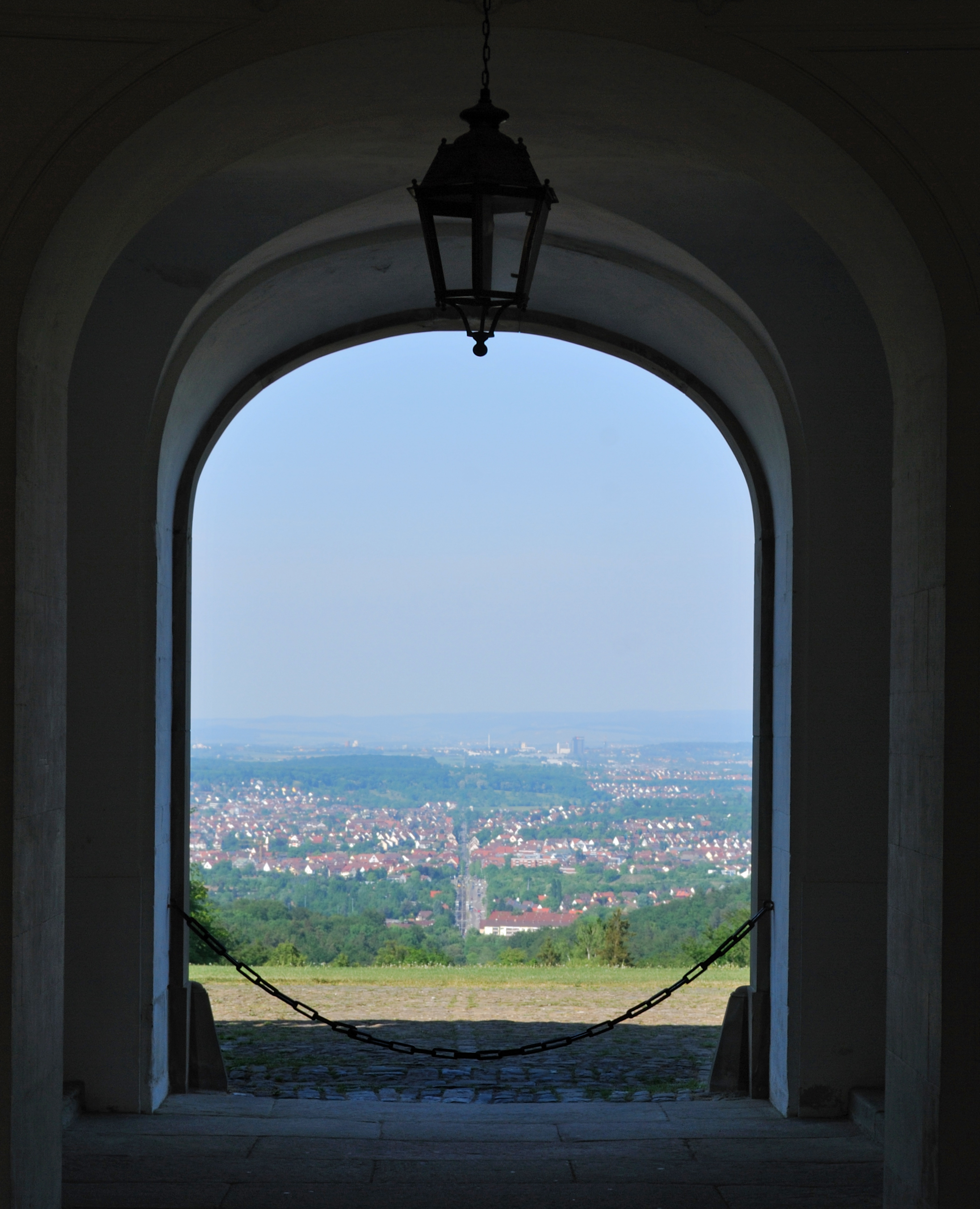
Solitudeallee

Schloss Solitude (Aussprache [ˈsɔlity:d]) liegt auf einem langgezogenen Höhenrücken zwischen den Städten Leonberg, Gerlingen und den Stuttgarter Stadtbezirken Weilimdorf und Botnang. Direkt am Rande von dessen nördlichen Abhang erbaut, bietet es einen Ausblick nach Norden ins württembergische Unterland in Richtung Ludwigsburg.
Das Lustschloss wurde zwischen 1763 und 1769 im Auftrag von Herzog Carl Eugen nach Entwurf von Philippe de La Guêpière erbaut. Daneben wirkte auch Johann Friedrich Weyhing und der Fürst selbst an dem Projekt mit. Die Bauzeit war gekennzeichnet von politischen und finanziellen Widrigkeiten. Carl Eugen war ein überaus bau- und repräsentationsfreudiger Fürst. Von Giacomo Casanova ist beispielsweise eine begeisterte Schilderung der prunkvollen Hofhaltung, der Bauten und der technisch raffinierten Theatervorstellungen überliefert. Der Schlossbau überstieg die finanziellen Möglichkeiten des Herzogtums Württemberg. Wegen der Finanzprobleme des Staates kam es zu politischen Konflikten des Herzogs mit den einflussreichen württembergischen Landständen in Stuttgart, in deren Folge der Herzog seine Residenz von Stuttgart nach Ludwigsburg verlegte. Äußerlich ist es ein typisches Barockschloss. Im Inneren jedoch macht sich schon die beginnende klassizistische Epoche bemerkbar: Statt der unregelmäßigen, lebhaften Formen des Barock sind die Räume und Wände in ruhigen klassischen Proportionen aufgeteilt. Letztlich waren die aufwendige Repräsentation und der Unterhalt von Solitude weder finanziell noch politisch tragbar. Bereits 1775 wurde die Hofhaltung dort eingestellt und nach Hohenheim verlagert.
Eine Besonderheit ist die unterhalb des Schlosses liegende Solitudeallee. In den Jahren 1764 bis 1768 ließ Herzog Carl Eugen diese Allee als direkte Verbindungsachse vom Residenzschloss Ludwigsburg zu seinem favorisierten Aufenthaltsort auf der Solitude anlegen. Sie beginnt am nördlichen Haupttor des Schlosses Solitude. Als namenloser breiter Weg führt sie steil den Hang hinunter. Am Fuße des Hangs vereinigt sie sich mit der Bergheimer Steige. Ab dem Weilimdorfer Ortsteil Bergheim heißt sie Solitudestraße. Durch den Ortsteil Wolfbusch führt sie weiter zum Ortskern von Stuttgart-Weilimdorf. Ab der Gemarkungsgrenze zu Korntal lautet der Straßenname Solitudeallee. Über Korntal führt sie weiter nach Stuttgart-Neuwirtshaus, Stuttgart-Stammheim und Kornwestheim, dann als asphaltierter Feldweg über das Lange Feld nach Ludwigsburg. Sie ist trotz der hügeligen Landschaft eine exakte Gerade und konnte daher als Basislinie für die Württembergische Landesvermessung von 1820 dienen. Heute ist sie noch fast vollständig erhalten. Lediglich in Weilimdorf, wo sie mit der Hauptstraße zusammenfällt, und in Ludwigsburg, wo sie das Bahngelände quert, gibt es jeweils einen kleinen Versatz. Nach der Gedenktafel im Inneren des Schlosses ist die Solitudeallee 40.118,718 Pariser Fuß oder 13.032,14 Meter lang.
Wie andere Schlösser wurde auch Solitude kopiert, allerdings erst spät. Im Jahr 1908 plante der fränkische Baron und kaiserliche Rittmeister Crafft Freiherr Truchseß von und zu Wetzhausen einen genauen Nachbau in seiner fränkischen Heimat nahe Schweinfurt. Der württembergische König Wilhelm II. unterband dieses Vorhaben jedoch. So entstand mit Schloss Craheim ein Schlossneubau, dessen Südfassade sich lediglich an Solitude anlehnt.

## Nutzungsgeschichte

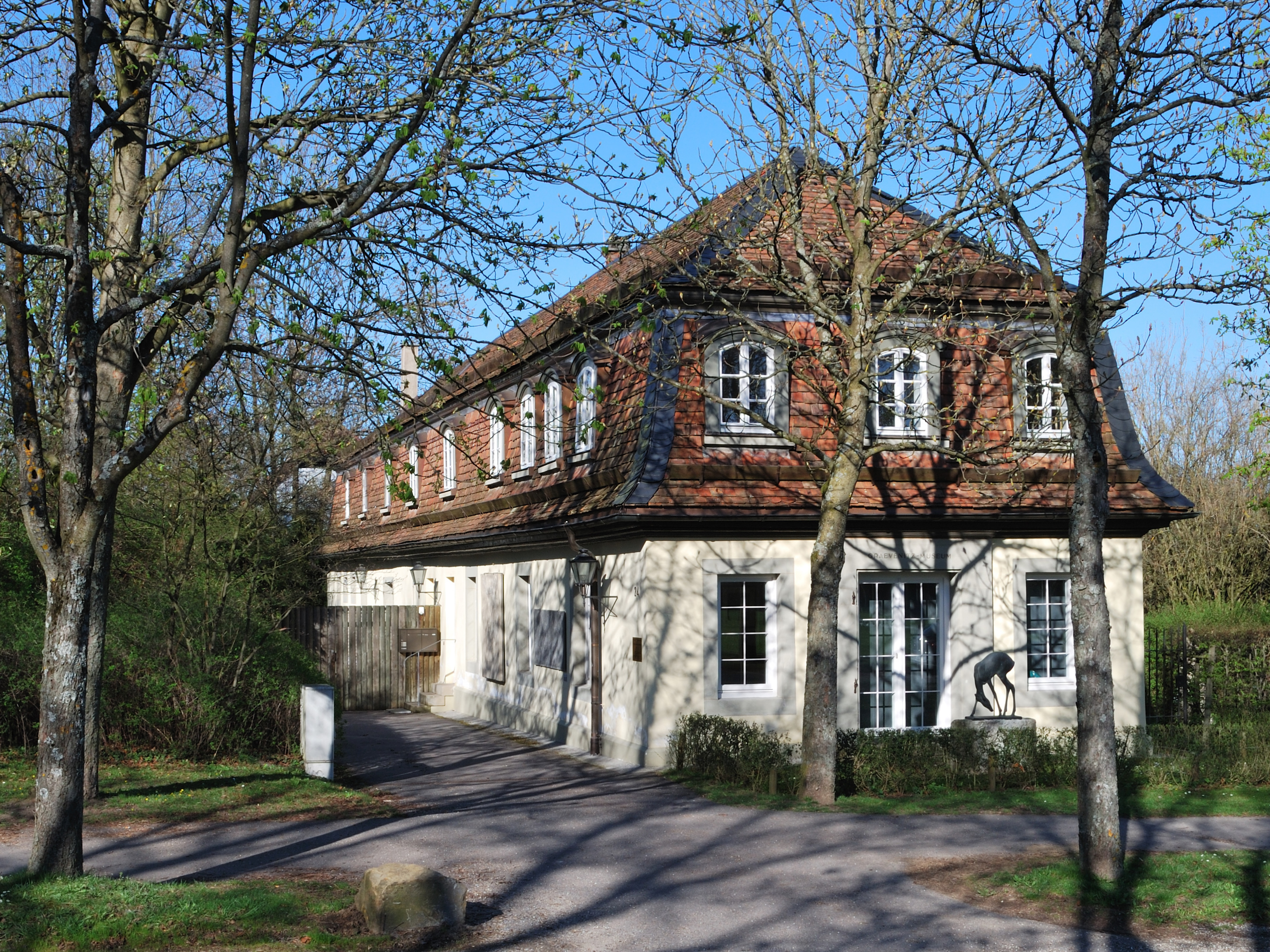
Graevenitz-Museum

1770 wurde die Karlsschule (seit 1781 Hohe Karlsschule) von Herzog Carl Eugen gegründet und befand sich anfangs im Schloss Solitude. Sie diente als Militärakademie, Kunstakademie und später als Allgemeine Hochschule und war als Eliteschule für Söhne aus angesehenen württembergischen Familien vorgesehen. Ihr berühmtester Schüler war Friedrich von Schiller. 1775 wurde die Schule nach Stuttgart verlegt. So verbrachte auch Schiller einige Zeit als Eleve (Student) auf der Solitude. Sein Vater Johann Kaspar Schiller wurde 1775 Leiter der herzoglichen Hofgärten auf Schloss Solitude. Später wurde das Schloss seltener genutzt und die Gärten verfielen zusehends. Die Eberhardskirche wurde 1808 abgetragen und an ihrem heutigen Standort an der Königstraße in Stuttgart wieder aufgebaut. Im Jahr 1858 wurde die Solitude Teil der Gemeinde Gerlingen (Württemberg).
Nach 1782 gaben die württembergischen Herzöge die pflegeaufwändigen Gärten auf und ließen einzelne Nebengebäude abreißen. Ab 1830 wandelte sich die Solitude zu einem beliebten Ausflugsziel. Mit dem Beginn der Herrschaft von König Karl I. im Jahr 1864 wurde das Schloss restauriert und wieder häufiger genutzt, beispielsweise für Treffen von Königin Olga mit ihren russischen Verwandten. Während des Deutschen Kriegs 1866 wurde ein Feldlazarett, während des Deutsch-Französischen Kriegs 1870/71 ein Hauptlazarett in der Solitude eingerichtet. Nach der Auflösung des Königreichs und der Gründung des Volksstaats 1918 wurde das Schloss verpachtet und als Hotel genutzt. In der NS-Zeit waren zeitweilig eine Schule des Reichsarbeitsdienstes und der Hitlerjugend in den Nebengebäuden einquartiert. Am 1. April 1942 wurde die Solitude in die Stadt Stuttgart eingemeindet. Seit 1956 gehört das Gebiet der Solitude zum Stuttgarter Stadtbezirk Stuttgart-West. Ab den 1950er Jahren war eine Einrichtung für Schwerbehinderte in den Nebengebäuden des Schlosses untergebracht. Nach weiterem Verfall war die Bausubstanz in den 1960er Jahren stark angegriffen und die Dächer undicht. Die Deckengemälde von Nicolas Guibal und die Deckenfresken waren durch Wasserschaden weitgehend zerstört. Von 1972 bis 1983 renovierte der Bund die Gebäude mit den Innenräumen einschließlich der Fresken und Deckengemälde. Von Mai 1968 bis zum Jahr 1986 befand sich im heutigen Akademiegebäude ein autonomes Studentenwohnheim. Viele der Bewohner waren Künstler, die kulturelle Veranstaltungen organisierten. Der Maler K. R. H. Sonderborg, der Dirigent Manfred Schreier und die Schauspielerin Bettina Kupfer waren häufige Gäste.
Heute ist Schloss Solitude für Besichtigungen geöffnet. Es zählt zu den landeseigenen Monumenten und wird von den Staatlichen Schlössern und Gärten Baden-Württemberg verwaltet. Darüber hinaus ist seit 1990 in den Nebengebäuden des Schlosses, den beiden Offizien- und Kavaliersgebäuden, die Akademie Schloss Solitude untergebracht, die sich die Förderung des künstlerischen Nachwuchses zur Aufgabe gemacht hat. Die Kavaliersgebäude dienen unter anderem als Wohnungen für Stipendiaten. Hier ist auch das Graevenitz-Museum untergebracht. Es zeigt Werke des Stuttgarter Bildhauers Fritz von Graevenitz (1892–1959).